# 渡辺誠 (建築家)

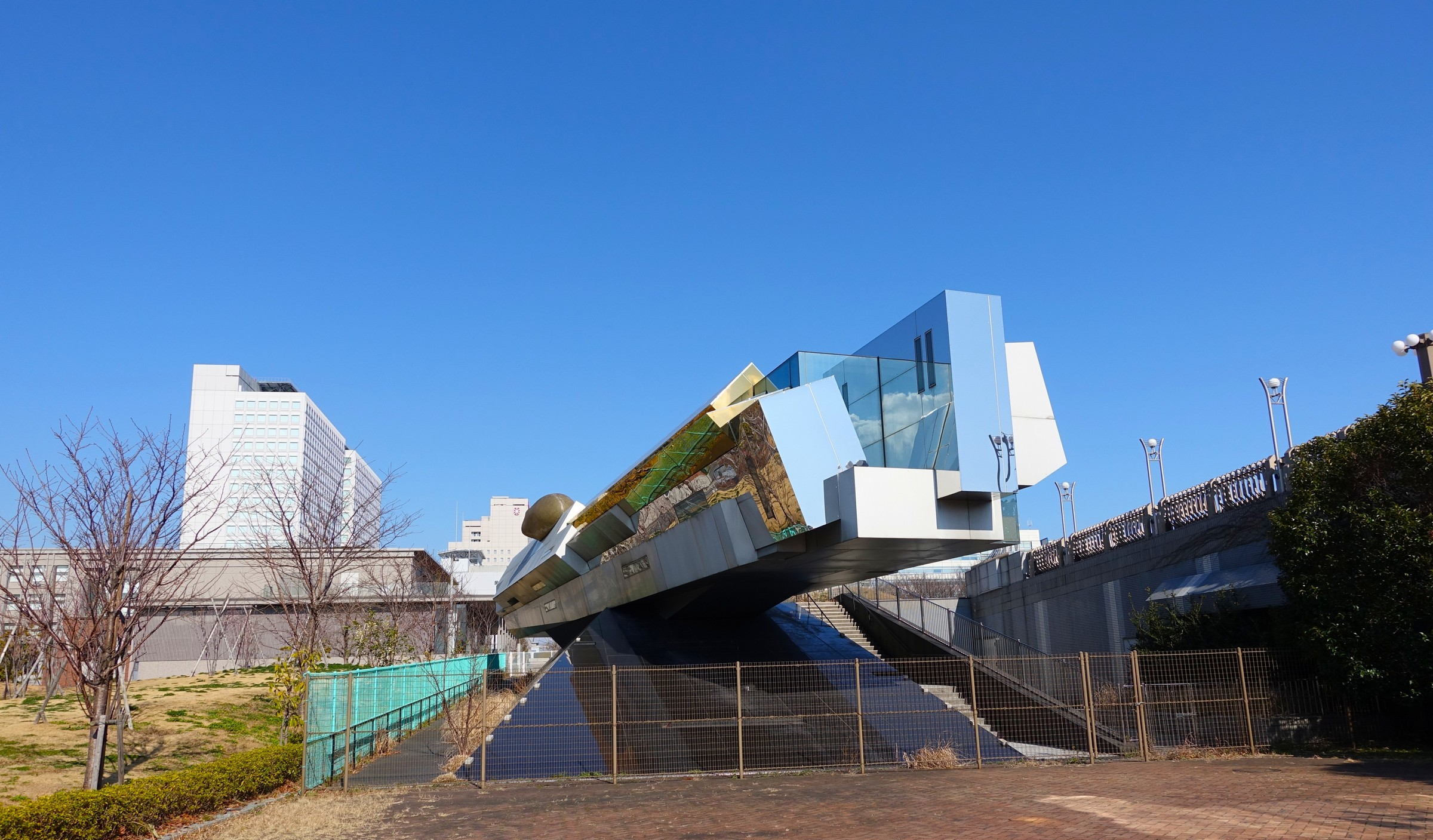
K-MUSEUM（臨海副都心・共同溝展示館）　ここで予備学習をしてから地下の巨大インフラの構内に入って見学するためにつくられた。

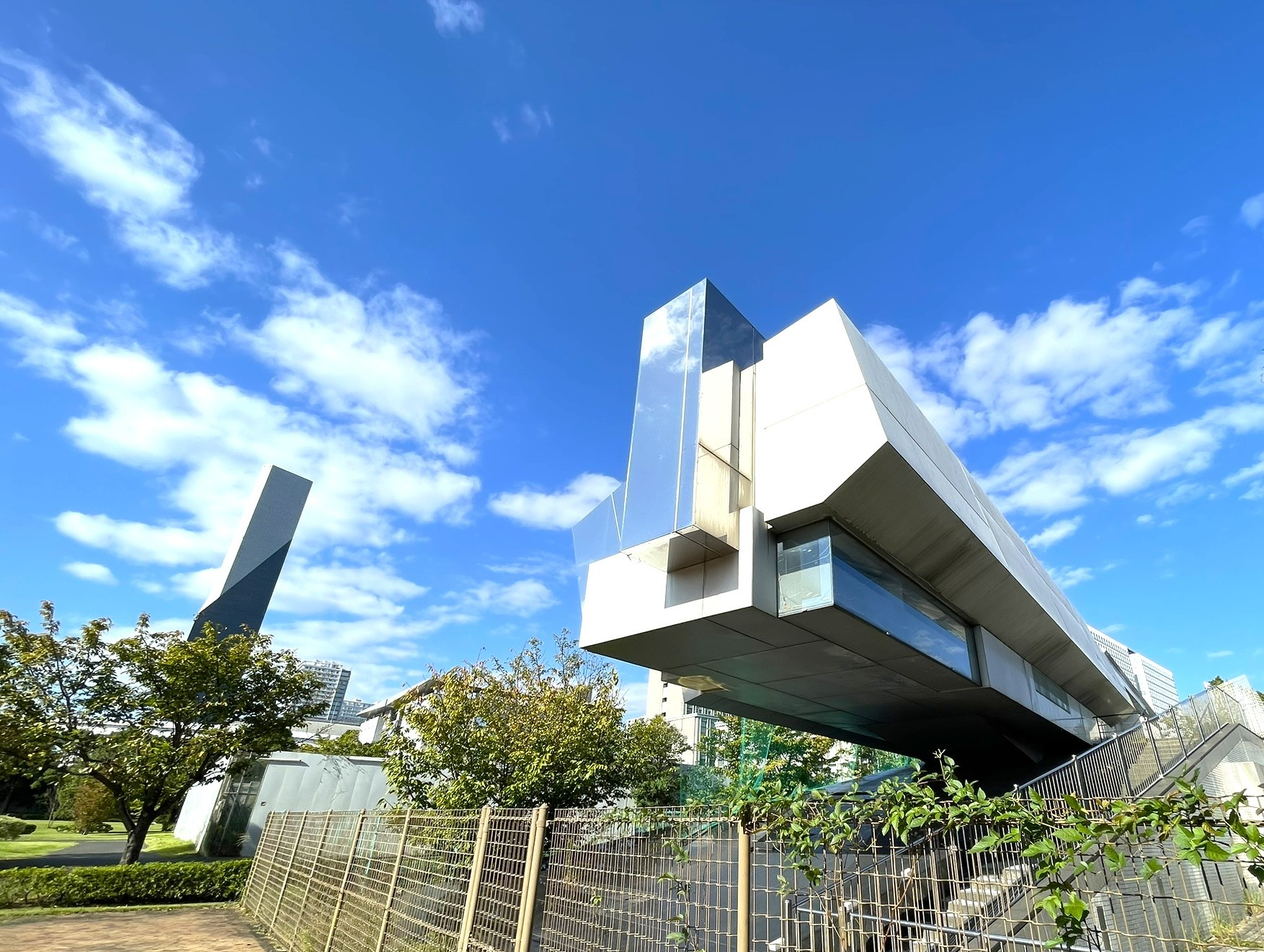
K-MUSEUM（共同溝展示館）　異種金属の直方体を束ねたような構成。

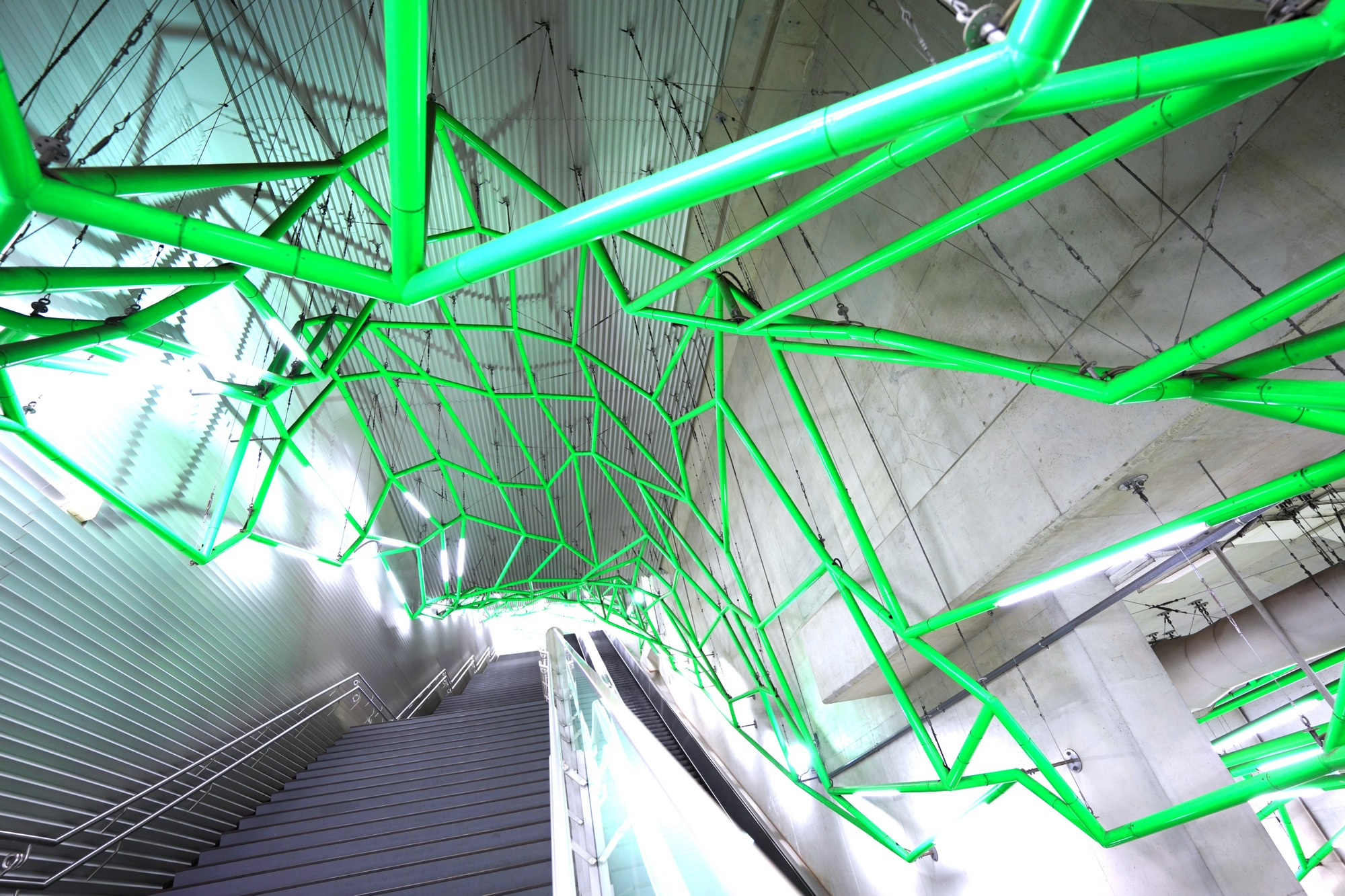
都営地下鉄大江戸線 飯田橋駅　WEB FRAME　リニアな構内の両端にあるWEB FRAMEのうち、大きな方。他方は後に下りエスカレータ増設に伴い、WEB FRAME IIとして別のアルゴリズムで一部再生成されている。

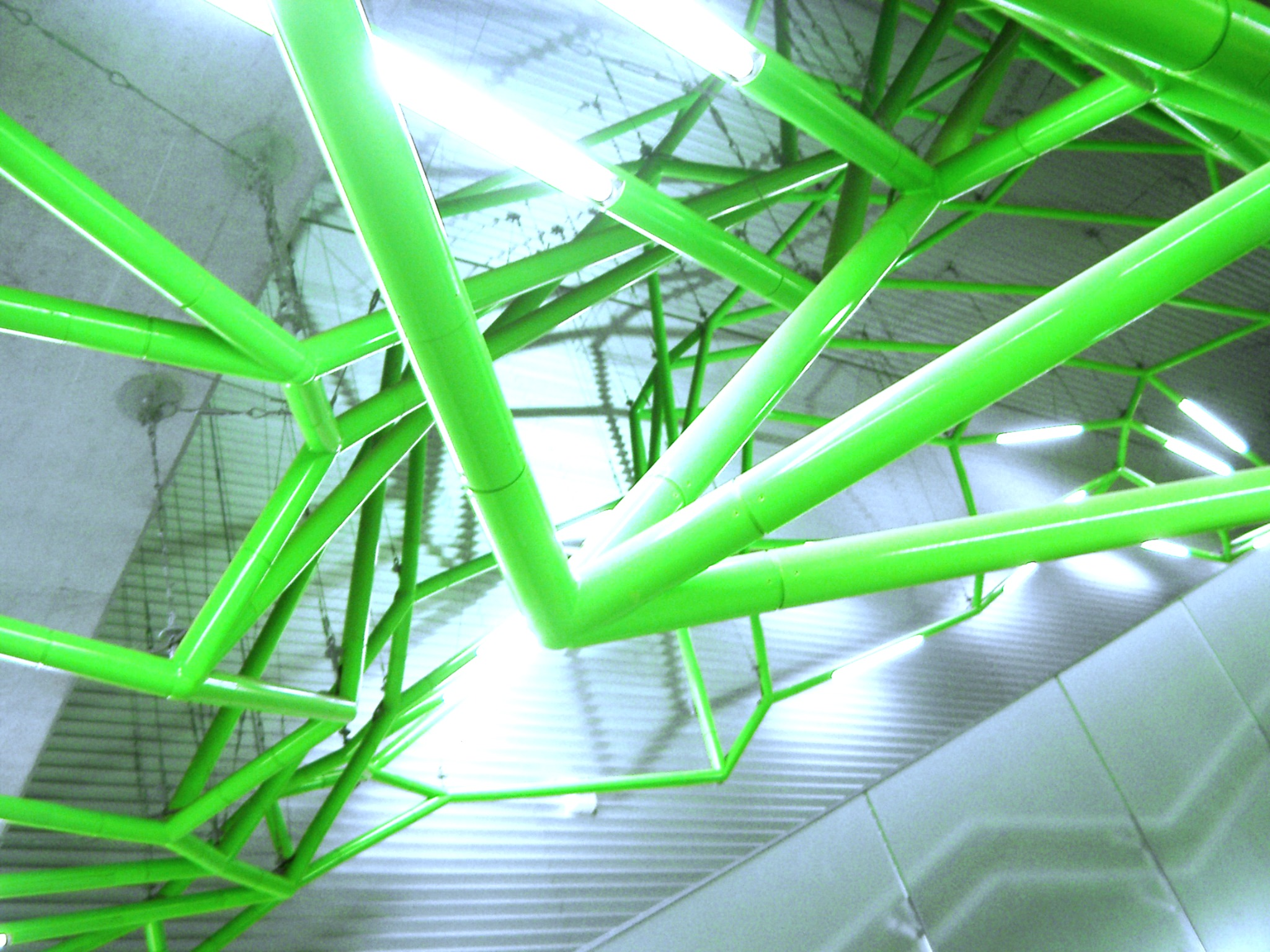
大江戸線 飯田橋駅 WEB FRAME
コンピュータ・プログラムで必要な条件を解いて発生させた緑色のフレームが空間を走る。

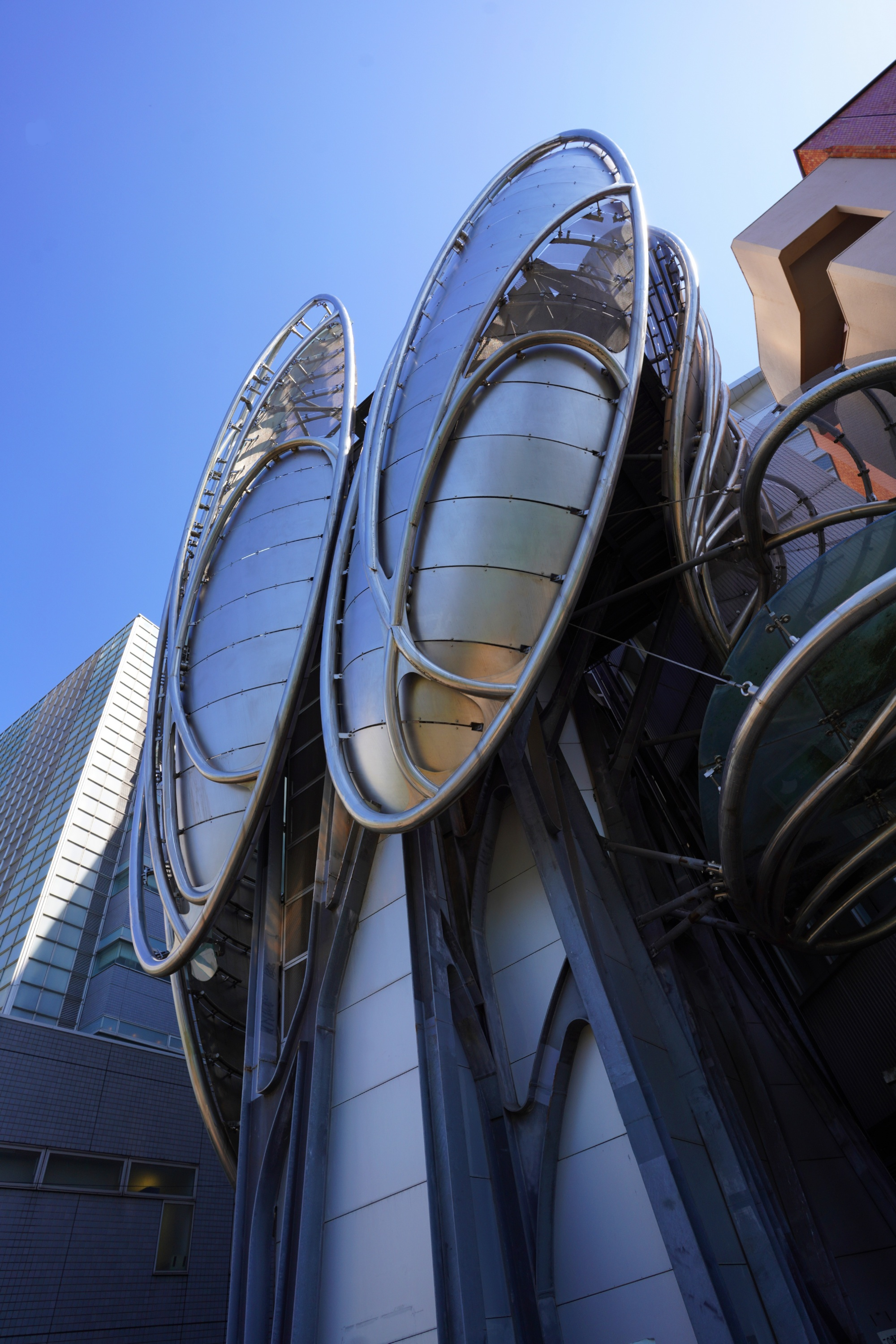
都営地下鉄大江戸線 飯田橋駅 WING
駅全体の換気用給排気塔。上部の羽のような架構の背後は空調室外機。

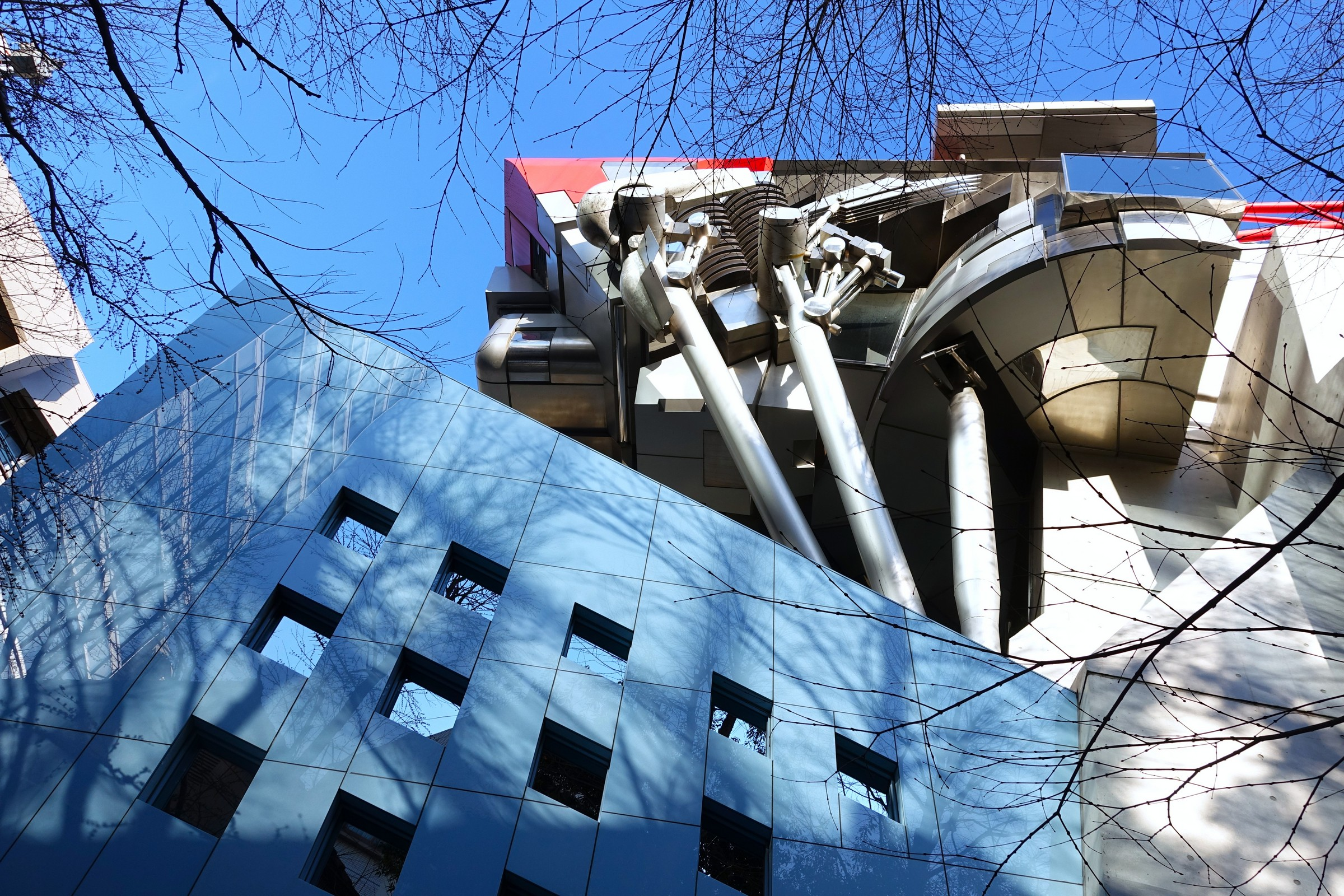
青山製図専門学校 一号館

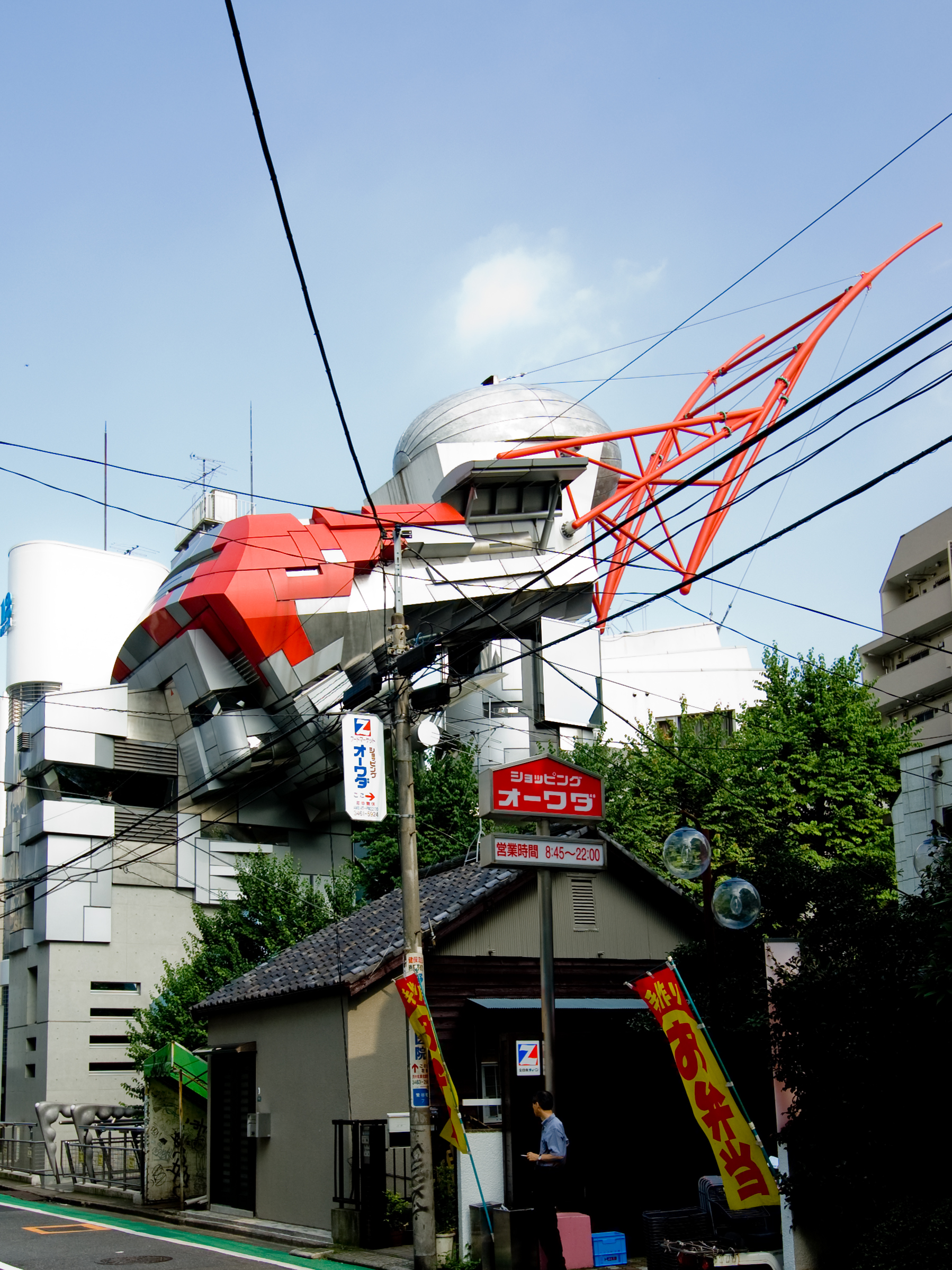
青山製図専門学校

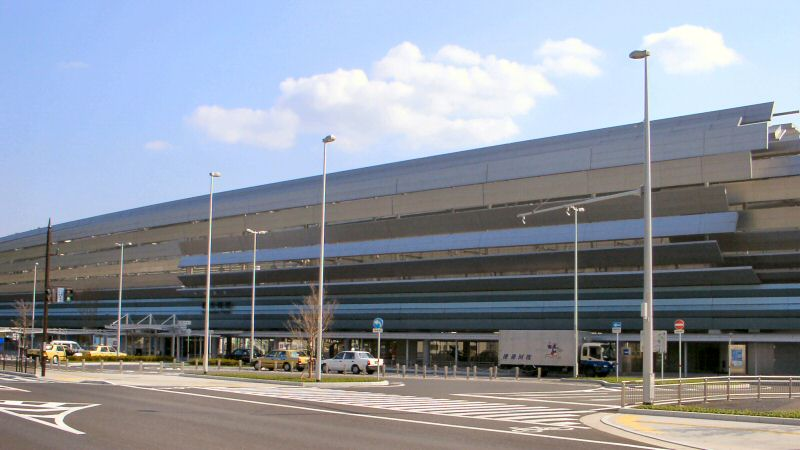
九州新幹線新水俣駅

渡辺 誠（わたなべ まこと、1952年 - ）日本の建築家。日本建築学会賞作品賞 、JIA新人賞 など多数受賞。（2025年7月出典強化全面改訂版）

## 概要
作品のイマジナリーな造形性と「誘導都市」 に見られるような論理性を併せ持つ、類例の少ないタイプの建築家。90年代からプログラムによる建築の生成を試行し、すでに2001年からAIの開発と実証を行っていた 。建築設計の他、研究、アートワーク、ドローイング、国際コンペ主催、小説と、創作系の活動は多岐。

## 略歴
1952年         神奈川県横浜市生

1976年　横浜国立大学大学院工学研究科建築学専攻修士課程 修了

1976年　大高建築設計事務所 入所

1979年　磯崎新アトリエ 入所

1984年　渡辺誠／アーキテクツ オフィス 設立

## 作品の傾向と思想

### 生物指向
中学校時代、生物部に所属していた 。
高校生時代、生物学（特にバイオニクス／生体工学）の道に進もうかと考えたが、生物の教師から「生物では食えないぞ」といわれて、同様に好きだったアート系との両方に関わる分野としての建築に進んだ （1970年当時はまだ生物学と工学や産業との結びつきが弱かった。バイオエコノミー／生物経済という概念をOECDが提示したのは39年後 ）。 
「その後、建築も食えないと知った」とも語る 。
早くから都市や建築を発生や生成・適応といった生態的視点と方法で捉えていたのは、この生物学志向に関連すると思われる 。『地下鉄大江戸線飯田橋駅』の『WEB FRAME』を「種子・発芽・成長」という課程で語り、都市・建築の形成方法を「発生」としていた 。
「ある晴れた日、ひと粒の種子を、そっと地下に埋めてみる 。 やがてそこに、建築のようなもの、が、出現していることに気づく」。

「＜家＞はやがて、＜卵＞から生まれ、あるいは＜種＞から育つことになるだろう 。それは＜街＞を漂う＜自然＞であるに違いない」」。
作品と生物学との関連性を指摘する評も見られる。
「アールヌーボーが植物の形態を参照したのに対し、渡辺は植物がダイナミックに成長する課程を建築にとりこむ」 五十嵐太郎（建築史家、東北大学大学院教授 ／以下、肩書は当時）

「このほぼ完全に地下化された建築は、種子のように成長し、根を広げて地面を探り、やがてそれを突き抜けて翼のような花を咲かせるが、植物や生物を機械的に模倣したものではない。これらの高度な設計は、風の翼や 網状構造といったこの地下鉄空間の独特な形状を際立たせている。それらは実際の空間の機能要件に基づいてコンピュータープログラムによって高度適合化されたものである。」 a+a (architecture and art)  中国建築学会編
「メタボリズムは代謝・成長するという生物の特質を比喩として建築に用いたが、『誘導都市」は生物のしくみを比喩ではなく意思決定の方法に使おうとするところが違う」と渡辺は語る 。
また、風にそよぐ植物を思わせるアートワーク『FIBER WAVE』 シリーズのように、バイオミミックに関係する作品もある。

### 形態指向
実質的な建築第一作は、国際コンペで選ばれた『 青山製図専門学校一号館』1990年である。
渡辺が「遠い建築」 と呼ぶこの作品は、建築雑誌  のみならず、新聞各紙  や一般誌、週刊誌から当時隆盛の写真週刊誌  に至るまで、内外  多数のメディアに後々も取り上げられている。
渡辺はこの建築のコンセプトとして形態以外に都市構造との呼応を挙げているが、一般的にはカタチのインパクトが先行するだろう。その形態にも前述の学生時代に志したバイオニクス（生体工学）が投影されていると見られる。

「形態は機能に従う」といった類の近代建築のテーゼに拘束されることなく出現した独自の形態は、大きな反響を呼ぶと同時に、その脱規範を受け入れられない一部の反発も見られた。
「そのようなとき、敢然と流れに逆らう挑戦的な建築が出現した。まがいものではなく真に奇抜なもののみの特権である傲岸といっても過言ではない存在感を備えて」   伊藤公文（建築評論、『SD』編集長）

「既成の価値観に対して恐れることなく異議申し立てができるという意味でラディカリストの名がふさわしい」   三宅理一（建築史、芝浦工業大学教授）

「現代のノアの箱舟の造作か」 『朝日新聞』記事見出 

「流動的でダイナミックなフォルムを持つ彼の複雑な建築は、カオスのポジティブなエネルギーを利用している」   FRAC Centre-Val de Loire（仏）

「The Rule Breaker（掟破り）」 『Modo』（伊）記事見出 
一方で、これとは対極のミニマリズムとも呼べる方向もある。
海辺の『JELLY FISH』、純化した機能を実体化した『透明トイレ in NY』、風にそよぐアートワーク『FIBER WAVE』 などがこれに当たる。

「『誘導都市』（後述）が、厳密なルールから生まれるゲームのような論理建築体だとしたら、『JELLY FISH』はその対極の、イメージの集合体だ」と渡辺はいう 。その『JELLY FISH』について識者は語る。
「こんなことがあってたまるかと思えるほどのユートピア」   六角鬼丈（建築家）

「一種のマテリアリズムのような傾向で、非実在の物体を建築によって発明しようとする態度に通底している」 原広司（建築家、東京大学生産技術研究所教授）

「海そのものから切り出されたかのような鋭角の液体と、大気が凝華したような儚げな固体。設計者は、なにもない空間と全てが満たされた物質との双方の観念に疑問を投げかけている」   FRAC Centre-Val de Loire （仏）

同様に初期の『ORE X』 についての評。「 他(者)の作品には見られない強さがある」   安藤忠雄（建築家）
さらに風が時々の形を決める『FIBER WAVE』 を渡辺は「デザインしないデザイン」 と呼ぶ。

そして運動感と方向性を持つ『KーMUSEUM』 を経て、『都営地下鉄大江戸線 飯田橋駅』 の『WING』で再び強い形態表現を示した。
「いずれ構造力学と設計者の意図を統合したプログラムが完成したら、こういうものができるという未来の提示だった」  磯達雄・宮沢洋（日経アーキテクチュア）（『WING』についての記述）

### 計画指向
そうした形態やイマジネーションの面が広く取り上げられる一方、その建築計画上の提案を指摘する意見も多い。
「実際にこの駅空間を体験すると、こうした視覚的なインパクトとは別の地平で、建築家がこの作品をまとめ上げた力量を知ることになる。土木エンジニアリングとの粘り強いコラボレーションを通じて獲得されたこの地下鉄駅の空間は、表層にとどまらない質を持っている」 「日本建築学会賞推薦理由『地下鉄大江戸線飯田橋駅』」

「慣習的な制約で身動きのとれなくなりがちな公共施設で、独創的な提案を実現した」   高橋晶子（建築家）「JIA（日本建築家協会）新人賞審査委員講評」

「弧を描く地下通路からプラットホームへと「自然に導かれる」空間演出は見事」   米山勇（建築史家、江戸東京博物館）
プロポーザルで選ばれた同駅では、地下鉄駅でそれまで常識だった壁や天井の「仕上げ」を極力なくして土木空間を見せるという方針で臨み、土木と設備との10年間に渡るコラボを通じて高い天井の空間を確保した。そして迷いやすい地下駅での現在位置の視認を容易にするため、駅全体を３領域に分け、上り下りのホーム対抗壁と両端の列柱の仕上げを変えて方向認知の手掛かりとした。壁の端部や消火栓等の角を大きく丸め、階段段鼻を金色の真鍮に変えて踏み外しを減らそうとするなど、安全性を増すディテール処理も工夫している 。
『東京住宅』 では、敷地一杯の矩形平面を内外4列に分割し、ガラスの堺壁を全開式にして中庭と室内の内外を転換させるという単純明快な計画構成を取る。
より広域の提案も行っている。『九州新幹線新水俣駅』 では建築の設計範囲を越えて駅と駅広（駅前広場）や3セク在来線駅を含めた全体のデザインの統合性を水俣市に働きかけてボランタリーで実現したことに触れ、駅周辺を含めた都市的スケールでの広域総合コーディネーターの必要性を説いた。
「駅前広場の造形にも丹念に目を配り、環境デザイン全体を同じコンセプトでまとめる姿勢が見られる点も高く評価できる。」 陣内秀信  （建築史家、法政大学建築学科教授）
これは駅と駅広の統合コーディネーションの先駆けであり、この方向はその後の駅のコンペやプロポーザルでは一般化しつつある 。

### 理論指向
こうした計画系志向と上述の生物系志向が結びついて、建築を設計ではなく相反性や矛盾も含む必要条件から生成する方法を研究していく。
今日、生成AIの登場により生成という用語が一般化したが、それより早く、「柔らかい科学」と冠した2002年の著書で「設計から生成へ」と語っていた  。その手順は、建築や都市に課される要求を経験や勘で解いて形を与えるという従来の設計方法ではなく、何が良いのかという価値を定義し、次にその価値を達成するために必要な条件を解く手順（アルゴリズム）を明らかにすることから始まる。そしてそのアルゴリズムを実行するコンピュータプログラムを開発し、このプログラムを用いて建築や都市を生成すれば、旧来の設計より条件の達成度が高く設計の自由度も大きくなるのではないか、というもの。その発想から生まれたのが『誘導都市』 1994年。これはその後の『アルゴリズミックデザイン』、そして開発したAIを組み込んだ『AItect』 2022年に続く。
こうした試みは世界的にも先駆とされる。　
「飯田橋駅は『誘導都市」の最初の実現版であり、コンピュータープログラムで条件を解いて生成された世界初の建築である。従来のデザイン方法とは異なり、『誘導都市」は条件に適合する結果を誘発する。それはより良い建築・都市の新しいデザイン方法論に向かう、オデッセイ（冒険の旅）なのだ」 Antonino Saggio（ローマ大学 建築学部教授）

「『誘導都市』の試みは、複雑系としての都市を理解し生成するための、壮大なアナリシス・バイ・シンセシスと言えよう。さらに「生命システムとは何か？」という深淵な問題へも、多くの示唆を与えてくれるように思う。」   相原一幸（東京大学大学院 新領域創成科学／複雑理工学教授 ）

「さらに渡辺さんは、「コンピュータが勝手につくる」段階を超えて、ひとの意図や感性を組み込んだプログラムによる建築を実現しつつある」   高安秀樹（ソニー・コンピュータサイエンス研究所 シニアリサーチャー）

「『誘導都市』というプロジェクトを見たとき、わたしはコンピューターの特質と限界を見極める彼の眼力に感服した」    松葉一清（朝日新聞編集委員）　　

「さらに渡辺は、自然の成長法則をコンピューティングによってシミュレートすることで、今日でも建築を縛っている時代遅れの拘束具である構図のパラダイムを無視している。」  Christian GIRARD（パリ・マラケ国立建築大学 教授）
その『地下鉄大江戸線飯田橋駅』 は朝日新聞第一面に大きく掲載される等数多くのメディアに取り上げられ 、建築学会賞  とJIA新人賞  を同時受賞するなど幾多の賞を受けた。続いて構造力学を組み込んだ『形力』 プログラムを大崎純（京都大学大学院　建築学教授）他と共に開発し、『新水俣門』 2005年で実施した。
さらに、価値を定義しにくいためアルゴリズム化が難しい感性領域を扱えるAIの研究を進め、2004年には「未踏ソフトウエア創造事業」に選定されてニューラルネットと遺伝的アルゴリズムを用いたAI『流れのプログラム』 を開発。これを用いて『つくばエクスプレス柏の葉キャンパス駅』 を設計。今日の生成AIの一般使用が可能になったのは「柏の葉キャンパス駅』が完成した18年後、2022年頃からである。こうしたAIデザインプログラムによる方法を渡辺は『AItect』（AI-Architect） と呼ぶ。
その後、『流れのプログラム』の発展版にあたるデザイン支援AI『pBM  project Beautiful Mind」 の研究開発を、佐藤一誠（東京大学大学院 情報理工学系研究科教授）他と共にCRESTの助成を一部受けて続けている。『pBM』は一般的な生成AIが用いるLLM（大規模言語モデル）ではなくベイズ推定を用いることで、大量の教師データによる事前学習を不要にしている。

### 流体指向
渡辺のイマジネーションには、流体や運動、そして浮遊への指向が見てとれる。
初期には著書でレオナルド・ダ・ヴィンチの流体スケッチに触れていた 。小説『流体都市』には、粘性の増した濃密な大気の都市での空間浮遊、水没都市のリアクターの作用で生まれて漂う月のような球体、何千年もかけて緩やかに流れるガラスなど、流体や浮遊に関わるイメージが多い。

『流体都市』第一章で、「ガラスはいつも流れ・飴色の部屋」で、「ガラスは、遅い水、である。水より、ずっとずっと、ゆっくり動く、液体」と語る 。
この傾向は建築作品にも現れる。『JELLY FISH』について渡辺はいう。

「ベッドは睡眠という時間の中を、そしてプールは流体という空間の中を漂うための装置である」
『TX柏の葉キャンパス駅』の外壁を生成したAIプログラムは『流れのプログラム』 と名付けられた。『NYの透明トイレ』 では調光ガラスを透して洗浄噴射された水の流れをパフォーマンスとして見せている。また『東京住宅』では水の波紋の干渉がサブテーマになっている。そして『KーMUSEUM』 や『つくばエクスプレス柏たなか駅』、『九州新幹線新水俣駅』 は強い運動感を与えている。
「『新水俣駅』は、ダイナミズムを抽象的に表現したロシアの前衛芸術シュプレマティスムも連想させる」   五十嵐太郎（建築史家、東北大学大学院 教授 ）

「従来のイメージを大きく打ち破る斬新なデザインの新幹線の駅が、水俣に出現している。駅がもつべき機能をシンプルな形で表現しつつ、近未来の鉄道施設にふさわしいスピード感に溢れたユニークな形態を見事に示している。」   陣内秀信  （建築史家、法政大学建築学科教授）

## その他
『大江戸線飯田橋駅』はコストが高いのではないかと見られがちだが、実は従来の地下鉄駅より2割以上安い工事単価である。

「従来の地下鉄より安い単価でできた。えーっ！」   磯達雄・宮沢洋（日経アーキテクチュア）。

「発注者の東京都地下鉄建設は「従来の地下鉄駅より安い工事単価で建設できた」と話している」 『日経アーキテクチュア』記事 。

同記事によれば従来の地下鉄駅の工事単価 10万¥ / 3.3m2に対して『飯田橋駅』は 7.8万¥ / 3.3m2 である。
福井晴敏の小説『Op.ローズダスト』 2006は、テロリスト集団が地下鉄サイズの巨大な臨海副都心共同溝の（ゴミの）真空集塵システムをハックして逆転させ、都市の各所に（ゴミではなく）爆弾を送って都市全体の破壊を企てる、という設定である。

その文庫版のあとがきの冒頭で橋爪紳也は、『K-MUSEUM』とこの都市の計画理念について触れ、共同溝の意図を記している。

（そこでは 『K-MUSEUM』が都市博のパビリオンとして企画と記述されているが、実際は恒久施設として1995年の都市博中止より後の1996年に完成）
『K-MUSEUM』は入場者数の減少を理由に閉鎖されて以来、23年間そのままであったが、2024年12月に解体された 。

「『K-MUSEUM』は本来、共同溝本体見学とセットの施設だが、その肝心な共同溝の見学を中止してしまったので、小規模な『K-MUSEUM』単体では機能しない。だから入場者の減少は当然。あらためて東京の都市観光の場のひとつとして新規利用が可能だったのではないか」と渡辺は語る 。
『誘導都市』のように、与えられた条件を解決した設計を生成する機能を持つ Intelligent Cad が登場するだろうと、2002年に渡辺は語っていた。

「インテリジェントCAD&CGが、いずれ登場するはずだ。iCADの出現。ネット検索エンジンにエージェントが入るように、エージェントCADと呼んでもいい」。

『新水俣門』で実施された『形力』 プログラム 2003年のように、構造高適化（構造力学上の合理性を持つ形態を生成する）プログラムは、その後、generative desigan、トポロジー最適化等の名で製品化されている。

（AutoCADのFusion 360にgenerative desiganが実装されたのは『形力』から15年後の2018年  ）　
学部2年生時に全2~4年生対象の即日設計（学内コンペ）で最高点を得た『炎の天蓋』 1971年は熱気球による天蓋の提案である。その半世紀後の2024年、パリに同種のアイデアのオリンピック聖火台が現れた。
国際コンペで入選した『透明トイレ in NY』 1993年は、調光ガラスによる透明なトイレの先駆。
手書きとAIコラボとの両面で多数のドローイングを描いているが、その新しいものでは天使が空中を舞っていることが多い 。

ただ、どの天使も後ろ姿である。

## 主な作品
| 内容                                  | 年   | 都市                                 | 地域                       | 備考             |
| ------------------------------------- | ---- | ------------------------------------ | -------------------------- | ---------------- |
| 青山製図専門学校1号館                 | 1990 | 東京都                               |                            | 国際コンペ第一位 |
| 透明トイレ in NY                      | 1993 | ニューヨーク                         | 米                         | 国際コンペ入選案 |
| 村のテラス                            | 1995 | 岐阜県                               |                            |                  |
| FIBER WAVE series                     | 1995 | 岐阜県・東京都・グラーツ・ビーゴ、他 | オーストリア、スペイン、他 | アートワーク     |
| ATLAS                                 | 1996 | 東京都                               |                            |                  |
| K−MUSEUM 臨海副都心共同溝展示館       | 1996 | 東京都                               |                            |                  |
| 都営地下鉄大江戸線 飯田橋駅           | 2000 | 東京都                               |                            | プロポーザル選出 |
| 九州新幹線 新水俣駅                   | 2004 | 熊本県                               |                            |                  |
| 新水俣門                              | 2005 | 熊本県                               |                            |                  |
| つくばエクスプレス 柏の葉キャンパス駅 | 2004 | 千葉県                               |                            |                  |
| つくばエクスプレス 柏たなか駅         | 2004 | 千葉県                               |                            |                  |
| RIBBON                                | 2005 | グラーツ                             | オーストリア               | 美術館展示設計   |
| 上海住宅                              | 2005 | 上海                                 | 中国                       |                  |
| 東京住宅                              | 2006 | 東京都                               |                            |                  |
| RIBBOＮs／台中野外公園                | 2009 | 台中                                 | 台湾                       |                  |
| WEB FRAME - Ⅱ                         | 2011 | 東京都                               |                            |                  |

## 主な設計競技
| 名称                                                                                | 年   | 順位     | 地域 |
| ----------------------------------------------------------------------------------- | ---- | -------- | ---- |
| 青山製図専門学校一号館 国際設計競技                                                 | 1988 | 第一位   |      |
| 大阪府平和資料館 設計競技                                                           | 1989 | 入選     |      |
| 東京都営地下鉄12号線駅 設計競技                                                     | 1991 | 実施選定 |      |
| 兵庫県立芸術文化センター街区 プロポーザル                                           | 1992 | 入選     |      |
| ニューヨーク パブリックトイレ 国際設計競技 Urban Outhouse Design Competition        | 1993 | 入選     | 米   |
| ローブリング･ゲートウエイ･コンペティション ROEBLING GATEWAY PARK DESIGN COMPETITION | 1995 | 入選     | 米   |
| ミラノ2001国際コンペティション                                                      | 2000 | 入選     | 伊   |

## 主な研究開発
| 名称 | 年          | 実施作品                                  |
| --- | ----------- | ----------------------------------------- |
| 誘導都市 シリーズ INDUCTION DESIGN | 1994ー      |                                           |
| アルゴリズミック・デザイン シリーズ ALGORITHMIC DESIGN | 2005ー      |                                           |
| | 2000        | WEB FRAME (大江戸線飯田橋駅 )             |
| | 2011        | WEB FRAME II (同)                         |
| | 2005        | 新水俣門 （形力 プログラム ）             |
| | 2006        | 東京住宅 （環境色彩プログラム）           |
| AItect シリーズ（設計支援AI開発） | 2001ー      |                                           |
| AItect 助成研究：未踏ソフトウェア創造事業 （情報処理推進機構 IPA） 「感性感応 建築・都市 生成プログラム」 開発AIプログラム：「 流れのプログラム」                                  | 2001 - 2003 |                                           |
| | 2004        | TX 柏の葉キャンパス駅 (流れのプログラム ) |
| AItect 助成研究：CREST 戦略的創造研究推進事業 （科学技術振興機構 JST） （東大との共同研究）「建築デザインにおけるベイズ最適化」 開発AIプログラム：「pBM : project Beautiful Mind」 | 2017- 2023  |                                           |
| 主催 国際プログラミングコンペティション ALGODeQ ALGOrithmic Design Quest international programming competition                                                                     | 2013 - 2014 |                                           |
| 主催 国際シンポジウム AQS 「AIにデザインは可能か？」 Algorithmic design Quest international Symposium                                                                              | 2015        |                                           |

## 教職
| 大学                                   | 職       | 年        |
| -------------------------------------- | -------- | --------- |
| 淡江大学(台湾) 工学部 建築学科         | 講座教授 | 2005-2010 |
| 岡山県立大学 デザイン学部 建築学科     | 教授     | 2010-2013 |
| 東京都市大学 都市生活学部 都市生活学科 | 教授     | 2013-2017 |

## 主な受賞
| 名称                                                                             | 年             | 賞                | 作品                                                         | 地域 |
| -------------------------------------------------------------------------------- | -------------- | ----------------- | ------------------------------------------------------------ | ---- |
| SD Review                                                                        | 1988,1989,1990 | 朝倉賞、他        | JELLY FISH，他                                               |      |
| HYLAR国際賞 (モニュメンタルアーキテクチャー部門) HYLAR International Award       | 1994           | 受賞              | 青山製図専門学校一号館                                       | 米   |
| インターイントラ賞（文化・商業施設賞）                                           | 1996           | 受賞              | 村のテラス                                                   |      |
| JCDデザイン賞（文化・公共施設部門)                                               | 1996           | 受賞              | 村のテラス                                                   |      |
| グッドデザイン賞                                                                 | 1996           | 受賞              | 村のテラス                                                   |      |
| 中部建築賞                                                                       | 1996           | 受賞              | 村のテラス                                                   |      |
| IALD国際照明賞 IALD International Lighting Design Awards                         | 1997           | 受賞              | FIBER WAVE (K-MUSEUM)                                        | 米   |
| 北米照明学会賞 IES Illumination Awards                                           | 1997           | 受賞              | FIBER WAVE (K-MUSEUM)                                        | 米   |
| インターイントラ賞                                                               | 1997           | 優秀賞            | K-MUSEUM                                                     |      |
| 東京建築賞 (一般部門)                                                            | 1997           | 受賞              | K-MUSEUM                                                     |      |
| JCDデザイン賞（文化・公共施設部門）                                              | 1997           | 受賞              | K-MUSEUM                                                     |      |
| SDA賞                                                                            | 1997           | SDA大賞           | K-MUSEUM                                                     |      |
| 米国ランドスケープ協会賞 ASLA Professional Awards                                | 1997           | 受賞              | K-MUSEUM                                                     | 米   |
| 米国ウォーターフロント賞                                                         | 1997           | 受賞              | 村のテラス                                                   | 米   |
| 日本建築士会連合会賞                                                             | 1997           | 受賞              | 村のテラス                                                   |      |
| 都市景観大賞 (景観形成事例部門)                                                  | 1997           | 受賞              | FIBER WAVE (K-MUSEUM)                                        |      |
| iFプロダクトデザイン賞                                                           | 1998           | Top 10 賞         | FIBER WAVE                                                   | 独   |
| iFプロダクトデザイン賞                                                           | 1998           | 受賞              | 透明トイレ in NY                                             | 独   |
| 岐阜県21世紀ふるさとづくり芸術賞                                                 | 1999           | 優秀賞            | 村のテラス                                                   |      |
| マーブル・アーキテクチュラル賞（景観部門） The Marble Architectural Awards (MAA) | 1998           | 第一位            | K-MUSEUM                                                     | 伊   |
| グッドデザイン賞                                                                 | 2001           | 金賞              | 都営地下鉄大江戸線 選抜駅                                    |      |
| JIA新人賞                                                                        | 2001           | 受賞              | 地下鉄大江戸線 飯田橋駅                                      |      |
| 日本建築学会賞 (作品)                                                            | 2002           | 受賞              | 地下鉄大江戸線 飯田橋駅                                      |      |
| 第1回 環境・設備デザイン賞 (建築･設備統合デザイン部門)                           | 2002           | 最優秀賞          | 都営地下鉄大江戸線 飯田橋駅                                  |      |
| くまもとアートポリス推進賞                                                       | 2004           | 受賞              | 九州新幹線 新水俣駅                                          |      |
| 電気設備学会賞 (技術振興部門)                                                    | 2005           | 受賞              | 都営地下鉄大江戸線 飯田橋駅 昇降階段通路の照明               |      |
| 公共建築賞                                                                       | 2008           | 特別賞 及び優秀賞 | 九州新幹線 新水俣駅 設計及び 周辺地区 デザインディレクション |      |

## 主な著書
| 名称                                                                            | 年   | 種類                   | 発行             | 地域      |
| ------------------------------------------------------------------------------- | ---- | ---------------------- | ---------------- | --------- |
| 建築家                                                                          | 1992 | エッセイ               | 実業之日本社     |           |
| 流体都市                                                                        | 1998 | 小説                   | 実業之日本       |           |
| MAKOTO SEI WATANABE conceiving the city                                         | 1998 | 作品集                 | L'ARCAEDIZIONI   | 伊        |
| INDUCTION DESIGN (英語版）                                                      | 2002 | 論文＋作品             | Birkhäuser       | スイス/独 |
| 建築は、柔らかい科学に近づく                                                    | 2002 | 論文＋作品             | 建築資料研究社   |           |
| INDUCTION DESIGN (伊語版）                                                      | 2004 | 論文＋作品             | Testo & Immagine | 伊        |
| makoto sei watanabe                                                             | 2007 | 作品集                 | EDIL STAMPA      | 伊        |
| アルゴリズミック・デザイン 建築・都市の新しい設計手法 （共著／日本建築学会編 ） | 2009 | 論文＋作品             | 鹿島出版会       |           |
| Computer v. Human Brain (責任編集／L'ARCA 特集号 271 ）                         | 2011 | 論文＋作品             | L'ARCAEDIZIONI   | 伊        |
| アルゴリズミック・デザイン 実行系                                               | 2012 | 論文＋作品＋プログラム | 丸善出版         |           |
| Machina x Mind 国際建築ワークショップ MaMiUU 2021                               | 2021 | 教育                   | 淡江大學出版中心 | 台湾      |